# Lepanthes schnitteri
Lepanthes schnitteri är en orkidéart som beskrevs av Rudolf Schlechter. Lepanthes schnitteri ingår i släktet Lepanthes och familjen orkidéer. Inga underarter finns listade i Catalogue of Life.